# Katedra w Oulu
Katedra w Oulu (fiń. Oulun tuomiokirkko, szw. Uleåborgs domkyrka) – jest katedrą Ewangelicko-Luterańskiego Kościoła Finlandii i głównym kościołem diecezji Oulu, usytuowaną w centrum Oulu w Finlandii. Kościół został zbudowany w 1777 na cześć króla Szwecji Gustawa III ze Szwecji i nazwany od jego żony jako kościół Zofii Magdaleny.
Drewniane elementy spaliły się w wielkim pożarze miasta Oulu w 1822. Kościół został zbudowany ponownie na starych kamiennych murach przez sławnego architekta Carla Ludviga Engela jako projektanta. Prace restauratorskie zostały ukończone w 1832, ale dzwonnica nie została zbudowana do 1845.